# Adriano Aguzzi
Adriano Aguzzi (* 1. Dezember 1960 in Pavia, Italien) ist ein italienisch-schweizerischer Mediziner und Hochschullehrer an der Universität Zürich.

## Leben
Aguzzi studierte von 1980 bis 1986 Medizin an der Albert-Ludwigs-Universität Freiburg und der Universität Basel, wobei er auch zu einem Forschungsaufenthalt an der Columbia University war. Dabei befasste er sich mit Neuroonkologie und Neurovirologie und entwickelte er eine Technik der Induzierung von Hirntumoren durch Gentransfer in das Telencephalon-Gewebe. Die dabei entwickelten Methoden wandte er später auch in der Prionforschung an. Nach seiner Promotion in Freiburg arbeitete er als Neuropathologe am Universitätsspital Zürich. Er wechselte 1989 an das Forschungsinstitut für molekulare Pathologie (IMP) des Pharmakonzerns Boehringer Ingelheim in Wien bei Erwin Wagner, das er 1992 verließ, um ein Jahr später als Oberarzt und Privatdozent nach Zürich zurückzukehren. Dort arbeitete er mit Charles Weissmann zusammen. 1993 habilitierte er sich und wurde Privatdozent in Neuropathologie. Seine Habilitationsschrift 1996 befasste sich mit transgenen Modellen der Neuro-Karzinogenese und neurodegenerativen Erkrankungen. Er ist seit Ende 1995 Direktor des Schweizer „Nationalen Referenzzentrums für Prionenerkrankungen“ (NRPE), mit denen sich seine Forschung schwerpunktmäßig befasst. 1997 wurde er als Direktor und Lehrstuhlinhaber des „Instituts für Neuropathologie“ an die Universität Zürich berufen.

## Werk
Mit seiner Grundlagenforschung konnte Aguzzi den Nachweis liefern, welche Rolle das Immunsystem bei der Ausbreitung krankhaft veränderter Proteine, sogenannter Prionen, spielt und damit neue Möglichkeiten zur Therapie aufzeigen. 1993 zeigte er mit Weissmann, dass das Prnp-Gen (PrPC ist das normale Prion-Protein, das bei der Krankheit defekt ist, Prnp das zugehörige Gen) nötig für die Reproduktion von Prionen ist und in einer vielzitierten Arbeit in Nature von 1996 zeigte er, dass PrPC-Genexpression nötig für den Ausbruch der Krankheit ist (durch Einpflanzen eines Gens für Überexpression von (normalem) PrPC aus transgenen Mäusen in das Gehirn von Prnp-Knockout-Mäuse). Danach befasste er sich mit der Frage, wie Prionen in das Gehirn gelangen. 1997 fand er, dass dazu Nicht-Blutzellen nötig waren mit PrPC-Genexpression. Nach Aguzzi erfolgt die Infektion in mehreren Schritten, erst Überwindung der Epithelzellen, dann der Lymphknoten und schließlich über die peripheren Nerven in das zentrale Nervensystem. Sein Labor entwickelte auch diagnostische Methoden für Prionen (wobei von seiner Gruppe 2000 zuerst Plasminogen als Bestandteil des Blutplasmas identifiziert wurde, das an PrPC bindet) und mögliche Therapeutika: sie fanden 2003, dass das lösliche Dimer des Prionproteins an das fehlerhafte Prionprotein PrPs koppelt und eine weitere Infektion verhindert (es kann nicht in die fehlerhafte Variante des Proteins umgewandelt werden). 2007 entwickelte er eine Diagnosemethode für Prionenstämme basierend auf Fluoreszenzspektroskopie. Bei der Untersuchung der Rolle des Immunsystems zeigte er 1997 mit seiner Gruppe, dass für die Ausbreitung der Infektion B-Zellen notwendig sind über deren Präsentation von Lymphotoxin {\displaystyle \beta } (Tumornekrosefaktor C) für die Follikulären Dendritischen Zellen (FDC). Wird dieser Signalweg stillgelegt vermindert das die Anzahl der Prionen im Lymphsystem und lösliche Lymphotoxin-{\displaystyle \beta }-Rezeptoren erwiesen sich als möglicher Weg einer Prophylaxe gegen Prionen nach einer Infektion. Die Positionierung der FDC bestimmte die Ausbreitung der Infektion im Nervensystem. Seine Gruppe zeigte auch, dass die Aufnahme von Prionen an FDC durch das Komplementsystem vermittelt wird, und dass Antikörper gegen die Erkrankung wirksam sein können mit der Möglichkeit einer Impfstoffentwicklung.
Er untersuchte in diesem Zusammenhang die Vorläuferzellen von FDC und fand, dass sie häufig im Perivaskulären Raum vorkamen. Seine Gruppe untersuchte auch die pathogenen Mechanismen von Prionen in Hirnzellen und entwickelte dazu ein ex vivo Modell (POSCA, für  prion organotypic slice culture assay), mit dem auch die Aktivität der Mikroglia-Zellen gegen Prionen studiert werden konnte, und sie untersuchen die Funktion des gesunden Prionproteins PrPC.
In der Epidemiologie der Creutzfeldt-Jakob-Krankheit (CJD) fand er 2002 eine unerklärte Zunahme in der Schweiz und eine Anreicherung der fehlerhaften Prionproteine in Milz und Skelettmuskeln (mit Auswirkungen auf erforderliche Schutzmaßnahmen). Außerdem fand er Zusammenhänge zwischen der Ausbreitung von Prionenerkrankungen und (chronischen) Entzündungen (zum Beispiel vermehrte Ausscheidung von Prionen über Sekretionen und Exkretionen bei Schafen und Mäusen bei Entzündungen).

## Auszeichnungen und Mitgliedschaften
Für seine bahnbrechende Forschungsleistung erhielt Aguzzi 1998 den Cloëtta-Preis, 2003 den Robert-Koch-Preis, 2009 den Antonio-Feltrinelli-Preis und 2013 zusammen mit Charles Weissmann den Hartwig Piepenbrock-DZNE Preis. 2017 wurde er mit dem InBev-Baillet Latour Health Prize ausgezeichnet.
Aguzzi ist korrespondierendes Mitglied der Österreichischen Akademie der Wissenschaften. 2001 wurde er zum Mitglied der Leopoldina gewählt. Er ist Ehrendoktor der Universität Teramo, der Universität Lüttich. 1998 bis 2002 war er Präsident der Schweizer Gesellschaft für Neuropathologie. 1998 wurde er Mitglied der EMBO, die ihm im selben Jahr ihre Goldmedaille verlieh. 1996 wurde er Fellow des Royal College of Pathologists und 2000 des Royal College of Physicians (2002 Fellow). 2011 wurde er zum Fellow der American Association for the Advancement of Science gewählt.

## Politischer Aktivismus
Nachdem 2014 die Eidgenössische Volksinitiative «Gegen Masseneinwanderung» angenommen wurde, formierte sich rund um Adriano Aguzzi die Gruppe Forschung in einer weltoffenen Schweiz, die  sich gegen politische Abschottungstendenzen richtet.

## Schriften (Auswahl)
- Wirkung von gentechnologisch hergestellten Interferonen auf Melanomzellen in vitro. Biosynthese, Expression und Abgabe von Tumor-assoziierten Antigenen und Histokompatibilitätsantigenen, Dissertation Freiburg im Breisgau 1986
- Transgenic models of neurocarcinogenesis and of neurodegenerative disorders. Zürich 1996. Habilitation, Univ. Zürich, 1996.
- Detlev Ganten (Hrsg.) mit Beitr. von Adriano Aguzzi et al.: Erkrankungen des Zentralnervensystems. Springer, Berlin 1999. 575 S. Reihe: Handbuch der molekularen Medizin Bd. 5; ISBN 3-540-64552-7
- Ernst-Ludwig Winnacker (Hrsg.): Unter jedem Stein liegt ein Diamant: Struktur - Dynamik - Evolution. Hirzel, Stuttgart 2001. Mit Beitr. von Adriano Aguzzi et al. (Verhandlungen der Gesellschaft Deutscher Naturforscher und Aerzte, Fussnote 121. Versammlung, 16. – 19. September 2000, Bonn) ISBN 3-7776-1122-0
- mit H. Büeller, C. Weissmann u. a.: Mice devoid of PrP are resistant to scrapie, Cell, Band 73, 1993, S. 1339–1347, PMID 8100741
- mit S. Brandner, C. Weissmann u. a.: Normal host prion protein necessary for scrapie-induced neurotoxicity, Nature, Band 379, 1996, S. 339–343.
- mit T. Blättler u. a.: PrP-expressing tissue required for transfer of scrapie infectivity from spleen to brain, Nature, Band 389, 1997, S. 69–73.
- mit C Weissmann: Prion research: the next frontiers, Nature, Band 389, 1997, S. 795–798.
- mit M. A. Klein u. a.: A crucial role for B cells in neuroinvasive scrapie, Nature, Band 390, 1997, S. 687–690.
- mit C. Weissmann: Perspectives: neurobiology. PrP's double causes trouble, Science, Band 286, 1999, S. 914–915.
- mit M. B. Fischer u. a.: Binding of disease-associated prion protein to plasminogen, Nature, Band 408, 2000, S. 479–483.
- mit M. A. Klein u. a.: Complement facilitates early prion pathogenesis, Nature Medicine, Band 7, 2001, S. 488–492.
- mit F. L. Heppner u. a.: Prevention of Scrapie Pathogenesis by Transgenic Expression of Anti-Prion Protein Antibodies, Science, Band 294, 2001, S. 178–182.
- mit S. Brandner u. a.: Spongiform encephalopathies: insights from transgenic models, Advances in Virus Research, Band 56, 2001, S. 313–352.
- mit M. Glatzel u. a.: Sympathetic innervation of lymphoreticular organs is rate limiting for prion neuroinvasion, Neuron, Band 31, 2001, S. 25–34.
- mit M. Glatzel u. a.: Extraneural pathologic prion protein in sporadic Creutzfeldt-Jakob disease, New England J Medicine, Band 349, 2003, S. 1812–1820.
- mit P. Meier u. a.: Soluble dimeric prion protein binds PrP(Sc) in vivo and antagonizes prion disease, Cell, Band 113, 2003, S. 49–60.
- mit M. Prinz u. a.: Positioning of follicular dendritic cells within the spleen controls prion neuroinvasion, Nature, Band 425, 2003, S. 957–962.
- mit M. Heikenwalder: Lymphoid follicle destruction and immunosuppression after repeated CpG oligodeoxynucleotide administration, Nature Medicine, Band 10, 2004, S. 187–192.
- mit F. L. Heppner u. a.: Experiment al autoimmune encephalomyelitis repressed by microglial paralysis, Nature Medicine, Band 11, 2005, S. 146–152.
- mit M. Heikenwalder u. a.:Chronic lymphocytic inflammation specifies the organ tropism of prions, Science, Band 307, 2005, S. 1107–1110.
- mit H. Seeger u. a.: Coincident scrapie infection and nephritis lead to urinary prion excretion, Science, Band 310, 2005, S. 324–326
- mit M. Heikenwalder u. a.: Lymphotoxin-dependent prion replication in inflammatory stromal cells of granulomas, Immunity, Band 29, 2008, S. 998–1008.
- mit J. Falsig u. a.: A versatile prion replication assay in organotypic brain slices, Nature Neuroscience, Band 11, 2008, S. 109–117
- mit N. J. Krautler u. a.: Follicular dendritic cells emerge from ubiquitous perivascular precursors, Cell, Band 150, 2012, S. 194–206.
- mit J. Falsig: Prion propagation, toxicity and degradation, Nature Neuroscience, Band 15, 2012, S. 936–939
- mit T. Sonati u. a.: The toxicity of antiprion antibodies is mediated by the flexible tail of the prion protein, Nature, 31. Juli 2013